# Tourschool 2010
De Tourschool is een serie golftoernooien, die samen de Qualifying School wordt genoemd, waarbij golfers proberen een spelerskaart te bemachtigen voor de European Challenge Tour of de Europese PGA Tour van het jaar daarna of hun categorie daarin te verbeteren. De Qualifying School wordt meestal kortweg de Tourschool genoemd, en in het Engels ook wel de Q School. Voor de Europese Senior Tour wordt een aparte Senior Tourschool georganiseerd

## Kwalificatie
Om aan de finale te kunnen deelnemen, worden vooraf een aantal kwalificatietoernooien georganiseerd. Er zijn spelers die direct door mogen naar Ronde 2 (PQ2 of Stage 2) of de finale (Finals of Final Stage) vanwege eerdere prestaties.
In 2010 hebben zich ruim 750 spelers voor de Tourschool aangemeld.

### Stage 1
De eerste kwalificatieronde wordt in het Amerikaans 'Stage 1' genoemd en in het Engels 'PQ1' (Pre-Qualifying 1). Er worden vier rondes gespeeld, na drie rondes is er een cut. 
De ongeveer 700 spelers van de eerste kwalificatieronde zijn verdeeld in groep A, B, C en D. Iedere groep bestaat uit ruim 80 spelers. Er doen elf Nederlanders en vier Belgen mee. Ongeveer 25% van de spelers van PQ1 gaan door naar PQ2, het precieze aantal wordt tijdens het toernooi bekendgemaakt. Spelers kunnen, als ze vroeg genoeg inschrijven, zelf kiezen op welke baan ze willen spelen. Ze mogen meer dan één keer de PQ1 spelen.

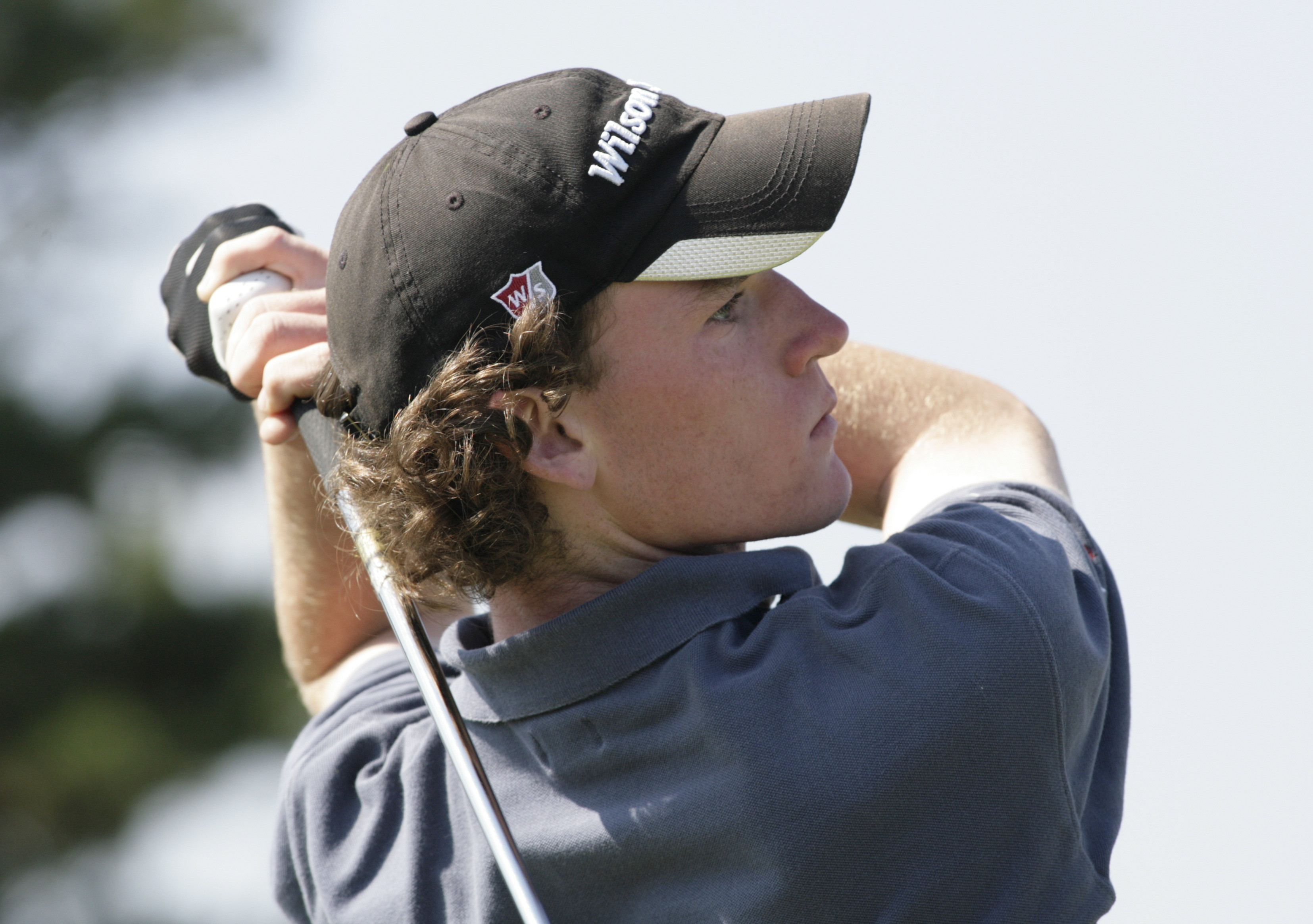
Tim Sluiter, 4de

- Groep A speelde van dinsdag 31 augustus tot en met vrijdag 3 september op Ribagolfe (Portugal) en op de International Course van de The London Golf Club (Engeland). Op Ribagolfe deden 82 spelers mee, in Londen 95 spelers, waarvan maar 26 niet de Britse nationaliteit hadden.
Tim Sluiter stond na de eerste ronde met -7 aan de leiding samen met Daniel Perrett. De 2de ronde speelde hij in 69 waarna hij de eerste plaats deelde met Ricki Neil-Jones. Johan Eerdmans stond na 2 rondes op de gedeeld 10de plaats.
Na vier rondes stond Tim Sluiter op de vierde plaats en Johan Eerdmans op een gedeeld 35ste plaats. Sluiter mocht door naar PQ2. 
Deze ronde is gewonnen door Boria Etchart en Rickie Neil-Jones, die met een score van 63 in de laatste ronde het baanrecord verbrak. Beiden hadden een totaalscore van -5.
- Groep B speelt van dinsdag 7 tot en met vrijdag 10 september op Ebreichsdorf (Oostenrijk) en Barbaroux (Frankrijk). Er doen geen Nederlanders mee. Jean Relecom speelt op Ebreichsdorf, waar slechts 58 spelers staan ingeschreven. Na twee rondes staat hij op de gedeeld 13de plaats, maar daarna zakte hij af.
- Groep C speelt van dinsdag 14 tot en met vrijdag 17 september op Dundonald Links (Troon, Schotland) en Fleesensee (Duitsland). Op beide banen is de eerste ronde gestaakt, op Fleesensee wegens de stromende regen, op Dundonald wegens storm. 
 Ramon Schilperoord speelt op Dundonald, als caddie heeft hij Maarten Bosch meegenomen. Er zijn 94 deelnemers. Het waait er zo hard dat de ballen de greens afwaaien. Hij is de eerste dag niet gestart, maar op woensdag is de eerste ronde door iedereen afgerond. Wallace Booth deelt de leiding met drie anderen met een score van +2, Schilperoord maakt +8. Na drie rondes haalt hij wel de cut maar daarna eindigt hij op de laatste plaats. Booth maakt een laatste ronde van -3 en eindigt als winnaar met een totaal van 287 (-1). 
 Op Fleesensee spelen zes Nederlanders en twee Belgen, daar zijn 99 deelnemers. Jérôme Theunis gaat na al het oponthoud aan de leiding met 68 (-4).
Het voorlopige toernooirecord is in de derde ronde op -5 gekomen. De Spanjaard  Charly Simon is hiermee naar de 4de plaats gestegen. Uiteindelijk wordt de PQ1 door een Duitse amateur gewonnen, Maximilian Kieffer. Jérôme Theunis kwalificeerde zich voor PQ2.
- Groep D speelt van 21 – 24 september op Wychwood Park (Engeland) en Bogogno (Italië).
Op Wychwood zijn 98 deelnemers, onder wie achttien amateurs. Er spelen twee Nederlanders, Joost Steenkamer en amateur Sven Maurits.
 Op Bogogno zijn 103 deelnemers. Er stonden twee Belgen ingeschreven maar De Valensart staat niet meer op de lijst. Pierre Relecom heeft de derde ronde +5 gemaakt en gaat niet door naar de volgende ronde.

Resultaten van de Belgische en Nederlandse deelnemers:
| Naam                         | Groep A   | Groep B      | Groep C         | Groep D  | Ronde 1  | Ronde 2  | Ronde 3  | Ronde 4 | Totaal | Eindstand | Scores |
| ---------------------------- | --------- | ------------ | --------------- | -------- | -------- | -------- | -------- | ------- | ------ | --------- | ------ |
| Johan Eerdmans               | London GC |              |                 |          | -1, T26  | -2, T10  | +2, T33  | par     | -1     | T38       |        |
| Tim Sluiter                  | London GC |              |                 |          | -7, T1   | -3, T1   | par, 3   | -2      | -12    | T4        |        |
| Jean Relecom                 |           | Ebreichsdorf |                 |          | par, T10 | par, T13 | +5, T30  | +8      | +13    | 37        |        |
| Ramon Schilperoord           |           |              | Dundonald Links |          | +8, T37  | +6, T39  | +7, T58  | +5      | +26    | T56       |        |
| Jérôme Theunis               |           |              | Fleesensee      |          | -4, T1   | +3, T9   | +2, T23  | -1      | par    | T19       |        |
| Ronald Stokman               |           |              | Fleesensee      |          | +3, T60  | -2, T22  | +3, T42  | -2      | +2     | T37       |        |
| Tristan Bierenbrootspot (AM) |           |              | Fleesensee      |          | -1, T12  | par, T9  | +1, T19  | +3      | +3     | T37       |        |
| Gerald Gresse                |           |              | Fleesensee      |          | +2, T42  | -3, T9   | +2, T23  | +4      | +5     | T50       |        |
| Taco Remkes                  |           |              | Fleesensee      |          | +5, T78  | +1, T62  | +1, T64  | par     | +7     | T60       |        |
| Floris de Haas (AM)          |           |              | Fleesensee      |          | +2, T42  | +6, T76  | par, T71 | -1      | +7     | T60       |        |
| Guillaume Watremez           |           |              | Fleesensee      |          | +3, T60  | +4, T89  | +3, T76  | MC      |        |           |        |
| Wouter de Vries (AM)         |           |              | Fleesensee      |          | +8, T92  | +4, T89  | -1, T77  | MC      |        |           |        |
| Stéphane Lovey               |           |              | Fleesensee      |          | +5, T78  | +6, T86  | +4, T85  | MC      |        |           |        |
| Quentin De Valensart         |           |              |                 | Bogogno  | =        |          |          |         |        |           |        |
| Jean Relecom                 |           |              |                 | Bogogno  | +5, T85  | +2, T79  | +1, T71  | MC      |        |           |        |
| Sven Maurits (AM)            |           |              |                 | Wychwood | +5, T68  | +4, T70  | +1, 66   | MC      |        |           |        |
| Joost Steenkamer             |           |              |                 | Wychwood | -1, T12  | +2, T24  | +1, T27  | par     | +2     | T21       |        |

Winnaars van Stage1 waren: 
- Tiago Cruz & Borja Etchart (tie op Ribagolf),
- Ricki Neil-Jones (London Club)
- Niclas Johansson (Ebreichsdorf)
- Jens Dantorp (Barbaroux)
- Wallace Booth (Dundonald)
- Maximilian Kieffer (AM) (Fleesensee)
- James Heath (Wychwood)
- Francis Valera & Marco Crespi (tie op Bogogno).

### Stage 2
De tweede ronde van de Tourschool (PQ2 of Stage2) wordt gespeeld van 26 tot en met 29 november op vier verschillende banen in Spanje: Costa Ballena Ocean Golf Club (Cádiz, par 72), Arcos Gardens (Cádiz, par 72), Hacienda Del Alamo (Murcia, par 72) en El Valle Golf Resort (Murcia, par 71). Van de 300 deelnemers zullen zich ongeveer 25% kwalificeren voor de Final Stage.

Tim Sluiter, Joost Steenkamer en Jérôme Theunis hebben zich via Stage 1 gekwalificeerd, Rolf Muntz heeft last van zijn rug en heeft zich teruggetrokken, de andere spelers mogen Stage 1 overslaan.
| Naam                  | Groep A | Groep B | Groep C   | Groep D  | R1  | R2  | R3  | R4    | Par | Totaal               | Scores |
| --------------------- | ------- | ------- | --------- | -------- | --- | --- | --- | ----- | --- | -------------------- | ------ |
| Inder van Weerelt     | Ballena |         |           |          | T20 | T27 | T35 | T20po | 72  | 69-73-72-74=288= par |        |
| Tim Sluiter           |         | Arcos   |           |          | T43 | T13 | T9  | T16   | 72  | 73-72-70-73=288= par |        |
| Jurrian van der Vaart |         |         | Del Alamo |          | T36 | T32 | T47 | T62   | 72  | 72-71-73-79=295= +7  |        |
| Wil Besseling         |         |         | Del Alamo |          | 71  | 71  | 72  | 70    | 72  | 80-76-72-78=306= +18 |        |
| Jérôme Theunis        |         |         | Del Alamo |          | T55 | T57 | 71  | WD    | 72  | 74-73-78-WD=225= +9  |        |
| Joost Steenkamer      |         |         |           | El Valle | T41 | T37 | T48 | T47   | 71  | 74-70-74-75=293= +9  |        |
| Richard Kind          |         |         |           | El Valle | T41 | T32 | T37 | T18   | 71  | 74-69-73-67=283= -1  |        |

#### Resultaat
Robin Kind en Tim Sluiter hebben zich voor de Finals gekwalificeerd. Theunis en de andere Nederlanders hebben zich niet voor de Finals gekwalificeerd.

#### Play-off
Er is geen cut bij Stage 2, alle spelers spelen vier rondes, tenzij ze zich terugtrekken. Bij gelijke score volgt een play-off om te beslissen wie naar de Finals doorgaat. De enige Nederlander die in een play-off kwam was Inder van Weerelt op Ballena. Hij moest met zeven andere spelers voor een van de twee beschikbare plaatsen spelen. Hij viel af. Ook op Alamo was een play-off nodig.

## Final Stage

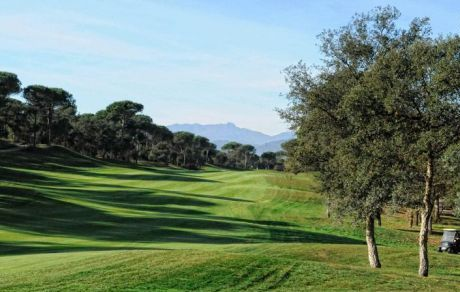
PGA Catalunya

De laatste ronde, de Final Stage van de Tourschool, bestaat uit zes rondes en wordt van 4 tot en met 9 december gespeeld op de PGA Golf de Catalunya in Girona. Er doen 156 spelers mee, die op twee verschillende banen spelen, de Tourbaan (par 70) en de Stadiumbaan (par 72), die moeilijker is. Na 72 holes is een cut, waarna de beste 70 spelers (en ties) de laatste twee rondes mogen spelen. Dan wordt er alleen op de Stadiumbaan gespeeld.
Het resultaat van de Final Stage bepaalt in welke categorie en op welke Tour de spelers voor seizoen 2011 worden geplaatst.
| Eindscore     | Europese Tour | Challenge Tour |
| ------------- | ------------- | -------------- |
| Nummer 1-30   | categorie 11b | categorie 4a   |
| Nummer 31-75  | categorie 14  | categorie 11   |
| Nummer 76-156 | =             | categorie 12   |

#### De spelers
Via de voorrondes kwalificeerden zich 92 spelers voor de finale, waaronder Richard Kind en Tim Sluiter.

Sluiter heeft via de EPD Tour een kaart voor de Challenge Tour (CT) van 2011 gehaald door in de top 5 te eindigen, als hij zich in de Finals voor de laatste twee rondes kwalificeert, gaat zijn CT-kaart naar nummer 6 van de EPD Tour, Jurrian van der Vaart.  
| ALAMO (23 spelers) - Scott Harrington, -12 - Martin Erlandsson, -12 - Nico Bollini, -10 - Andreas Hartø, -10 - Luis Claverie, -9 - Joakim Lagergren, -9 - Paul Dwyer, -8 - Pedro Oriol, -8 - Matthew Bliss, -7 - Oscar Frausto, -7 - Nicolas Meitinger, -7 - Jason Barnes, -6 * - Baptiste Chapellan, -6 - Roope Kakko, -6 - Tom Whitehouse, -6 - Gustav Adell, -5 - Olivier David, -5 - Borja Etchart, -5 - Fredrik Henge, -5 - Michaël Lorenzo-Vera, -5 - Elliot Saltman, -5 - Roland Steiner, -5 - Danile Locke, -4 | ARCOS (23 spelers) - Steve Lewton, -8 - Christophe Brazillier, -6 - Birgir Hafthorsson, -6 - Wade Ormsby, -5 - Romain Wattel, -5 - Tom Sherreard, -5 (AM) - Sion E. Bebb, -5 - Chris Doak, -4 - Francis Valera, -4 - Jesus Legarrea, -3 - Matthew Nixon, -3 (AM) - Daniel Brooks, -2 - Liam Bond, -1 - Anthony Grenier, -1 - Santiago Luna, -1 - Matthew Cryer, par * - Julien Grillon, par - Niclas Johansson, par - Espen Kofstad, par * - Manuel Quiros, par - Tim Sluiter, par - Matthew Southgate, par - Javi Colomo, +1 | BALLENA (23 spelers) - Eirik Tage Johansen, -10 - Alfredo García Heredia, -9 - Thomas Norret, -7 - Damian Mooney, -7 - Julian Etulain, -6 - Victor Dubuisson, -6 - Chris Lloyd, -5 (AM) - Antti Ahokas, -5 - Jorge Campillo, -5 - Fredrik Ohlsson, -5 - Scott Arnold, -4 - Chris Gane, -4 - Niall Kearney, -4 - James Robinson, -4 - Jack Doherty, -3 - Lloyd Saltman, -3 - Bernd Ritthammer, -2 - Lawrence Dodd, -1 - James Ruth, -1 - François Calmels, -1 - Sam Little, -1 - Thomas Feysinger, par - Alessio Bruschi, par | EL VALLE (23 spelers) - Raphaël de Sousa, -17 - Sebi Garcia, -9 - Jens Dantorp, -9 - Matthew Rosenfeld, -8 - Mads Dam, -8 - Alex Jacobsson, -7 - Andrew Tampion, -7 - Simon Wakefield, -6 - Jonas Pettersson, -5 - Florian Fritsch, -4 - Maximilian Kieffer, -4 - Benjamin Miarka, -4 - Shaun Norris, -4 * - Andra Perrino, -4 - Tyrone Mordt, -3 * - Victor Almström, -2 - Anthony Snobeck, -2 - Richard Kind, -1 - Ramon Bescansa, -1 - Trent Leon, -1 - Max Kramer, par - Marco Soffietti, par - Leif Westerberg, par |

De vijf spelers met een * achter hun score hebben zich uit de Final Stage teruggetrokken en worden vervangen door onder andere Florian Fritsch.
De volgende 64 spelers mogen rechtstreeks in de finale meedoen:
| - Darren Beck - Gaganjeet Bhullar - Markus Brier - Paul Broadhurst - Ariel Cañete - Emanuele Canonica - Clodomiro Carranza - S S P Chowrasia - George Coetzee - Andrew Coltart - François Delamontagne - Scott Drummond - Jamie Elson - Gary Emerson - Alastair Forsyth - Branden Grace - Julien Guerrier - Anton Haig | - Ashley Hall - Benjamin Hebert - Scott Hend - Sam Hutsby - Jason Knutzon - Rick Kulacz - José-Filipe Lima - Jean-François Lucquin - Mikael Lundberg - César Monasterio - Brandon Pieters - Marco Ruiz - Jarmo Sandelin - Carl Suneson - Miles Tunnicliff - Jaco Van Zyl - Daniel Vancsik - Mads Vibe-Hastrup - Marc Warren | Nrs. 16-45 van de Challenge Tour - Jesús Arruti - Christopher Ryan Baker * - Magnus A. Carlsson * - Julien Clément - Federico Colombo - Stuart Davis - Carlos Del Moral - Daniel Denison - Edouard Dubois - Pelle Edberg - Ben Evans - Charlie Ford - Lorenzo Gagli - Adam Gee - Peter Gustafsson | - Alexandre Kaleka - Mikko Korhonen - Jan-Are Larsen - Stuart Manley - Andrew Marshall * - Jamie McLeary - Colm Moriarty - Victor Riu - Raymond Russell - Charles-Edouard Russo - Alessandro Tadini - Marius Thorp * - Steven Tiley - David Vanegas * - Sam Walker |  |

De vijf spelers met een * achter hun naam hebben zich uit de Final Stage teruggetrokken.

Charles-Edouard Russo en Mads Dam hebben zich na de tweede ronde teruggetrokken.

### Verslag

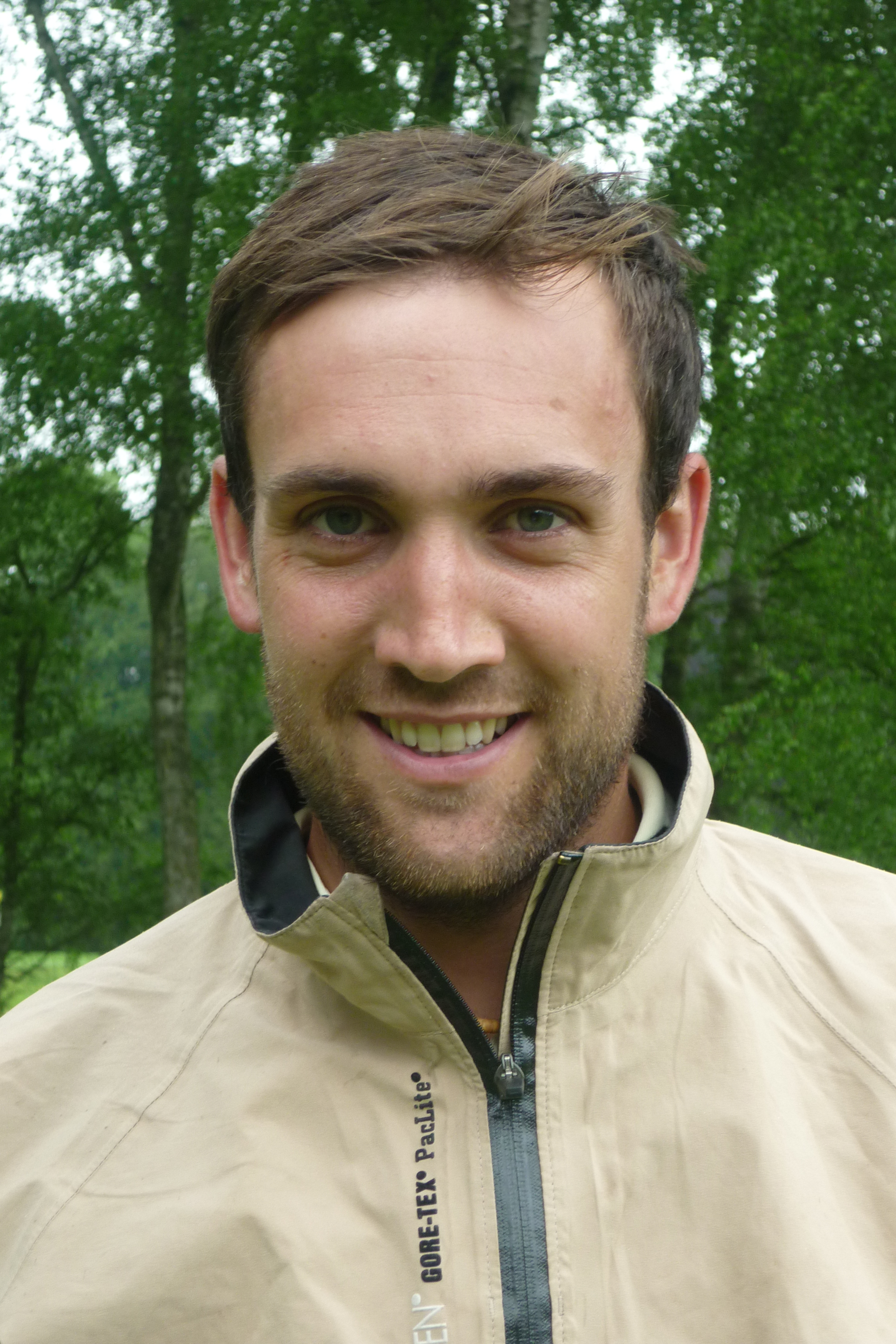
Steve Lewton
leider na ronde 1 en 3

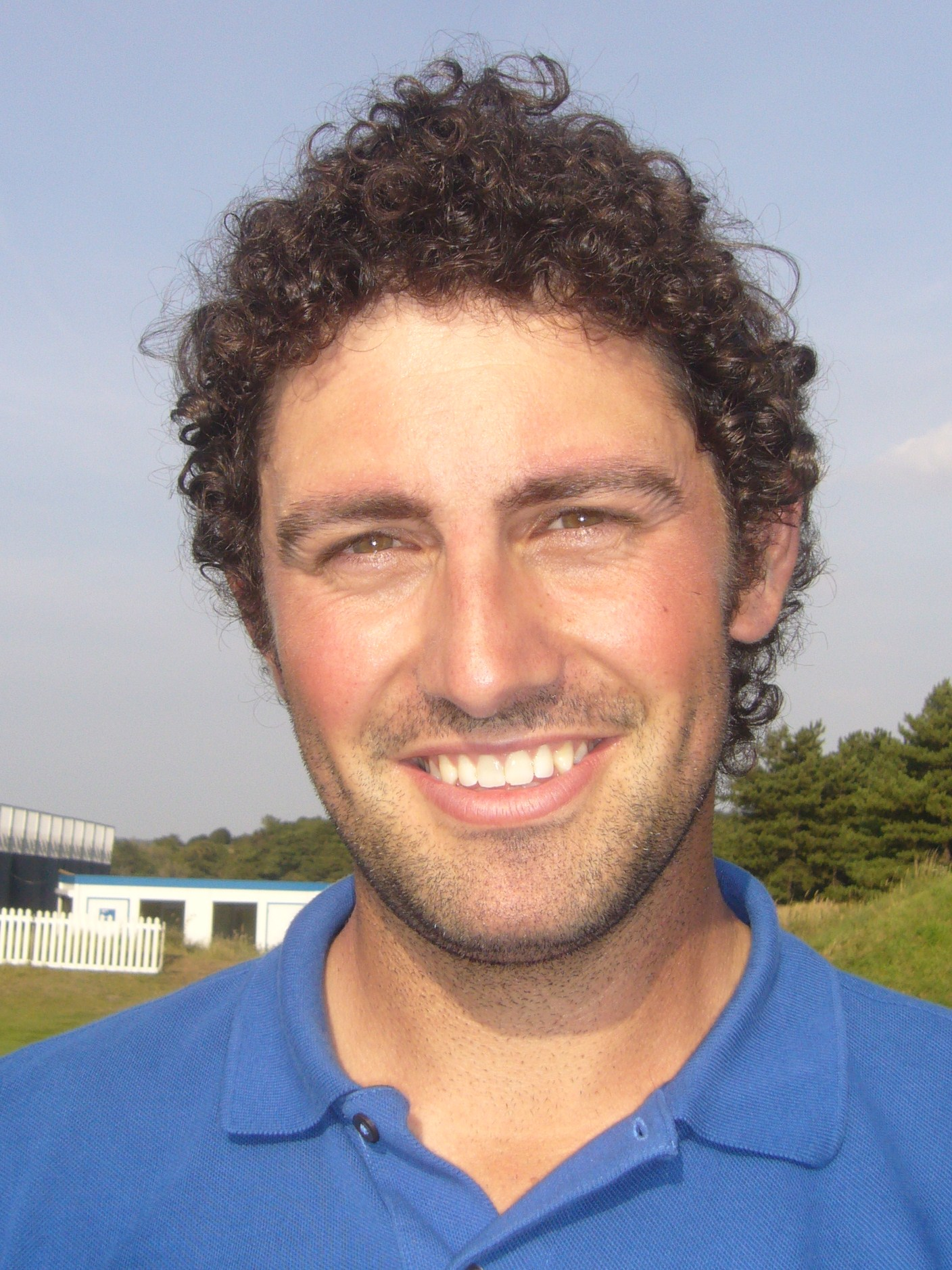
Alfredo Garcia Heredia, leider na ronde 3 en 4

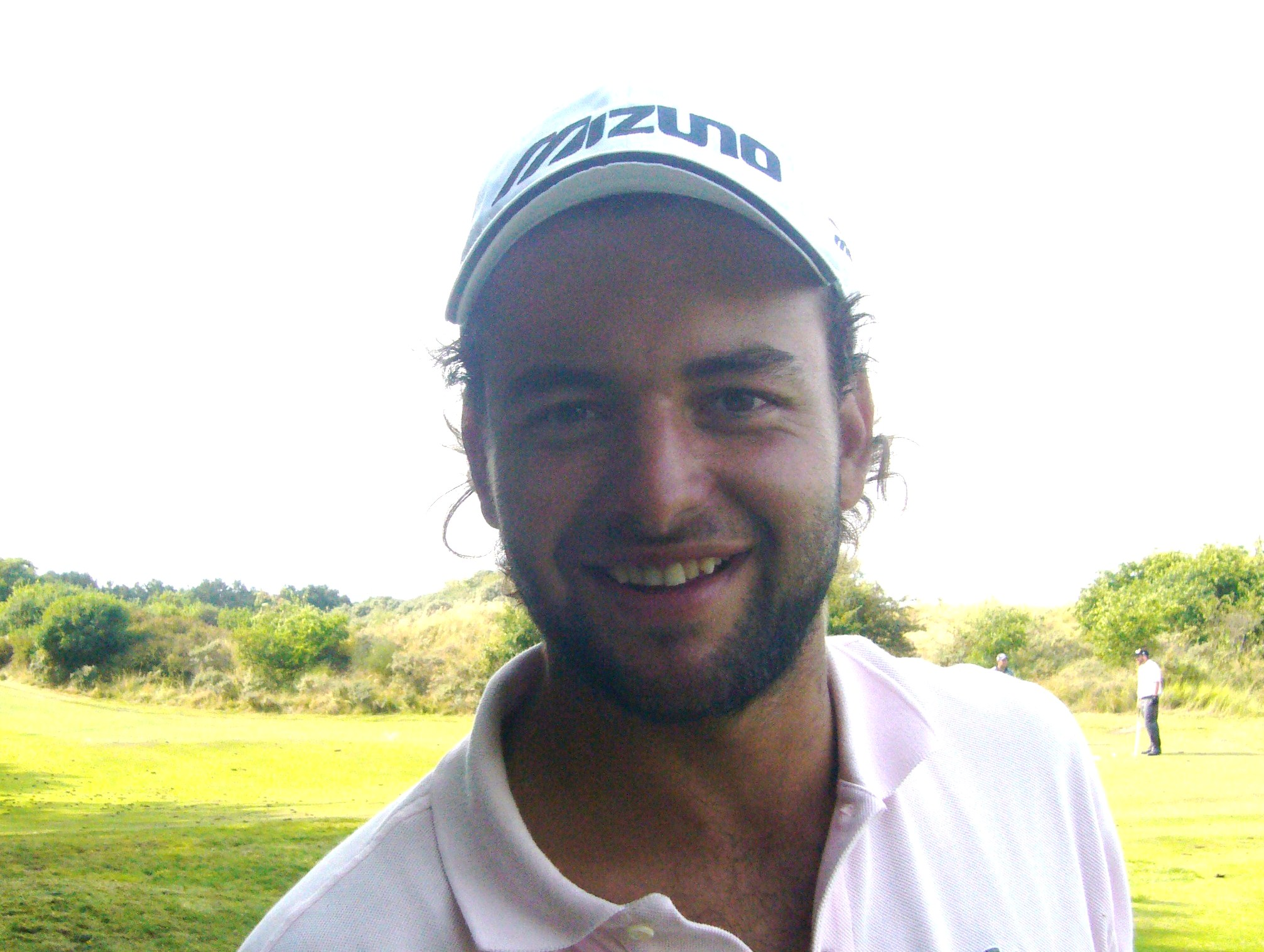
Carlos Del Moral
albatros op hole 7

#### Zaterdag, Ronde 1
In Nederland ligt overal sneeuw maar ook in Catalunya heeft de vorst toegeslagen. Op de Stadiumbaan (S) werd de eerste start uitgesteld tot 12 uur. Robin Kind speelt hier, hij staat na 15 holes +1. Rick Kulacz is clubhouse leader met -3 maar 54 spelers zijn nog niet binnen en het is nu donker. Zaterdag wordt de eerste ronde afgemaakt.
Op de Tourbaan (T) werd een half uur later gestart maar het spelen werd na een uur gestaakt vanwege bevroren greens. Tim Sluiter start hierdoor pas zaterdag.

#### Zondag, Ronde 1
Deze dag wordt alleen de achterstand van vrijdag weggewerkt, de rest van de Stadiumronde en de gehele Tourronde moeten nog gespeeld worden. Het hele toernooi heeft dus een achterstand van een dag opgelopen, en zal een dag langer duren. Richard kind heeft op de laatste hole een birdie gemaakt en heeft de eerste ronde in par gespeeld. Kulascz bleef met -3 aan de leiding van de Stadiumspelers, maar tien spelers maakten op de Tour-baan een betere score inclusief Steve Lewton, die de leiding nam met -7.

#### Maandag, Ronde 2
Het is minder koud en de zon schijnt. Alle spelers hebben nu op beide banen gespeeld. Tim Sluiter heeft met -2 op de Stadiumbaan zijn positie goed verbeterd, Robin Kind kwam op de Tour-baan met bijna de slechtste score van zijn groep binnen. 
 Florian Fritsch en George Coetzee maakten vandaag met -7 de beste dagscore, Fritsch, die na Stage 2 op de reservelijst van El Valle stond, staat nu op een totaal van -9 en heeft de leiding genomen.

#### Dinsdag, Ronde 3
De beste rondes waren een -7 van amateur Matthew Nixon op de Stadiumbaan en een -8 van Fransman Edouard Dubois, die daarmee naar de 15de plaats opklom. Elliot Saltman en Alfredo García Heredia waren twee van de tien spelers doe op de Tour-baan -6 maakten en zij staan nu aan de leiding met Steve Lewton met een totale score van -11. Elliots broer Lloyd Saltman staat op -10 en deelt de 4de plaats met Liam Bond, Jack Doherty, Florian Fritsch en Adam Gee.

#### Woensdag, Ronde 4
Richard Kind en Tim Sluiter hebben beiden een mooie vierde ronde gespeeld van -4. Sluiter kwam hiermee op de 36ste plaats. Nu hij door is naar de laatste twee rondes mag Jurrian van der Vaart volgend jaar op de Challenge Tour spelen.
Richard Kind kwam met zijn mooie score op nummer 71 te staan, Hij had precies een slag te veel om zich te kwalificeren en speelt in 2011 op de Challenge Tour.
Jamie Elson maakte de laagste dagscore door -7 op de Tourbaan binnen te brengen.
Carlos Del Moral maakte een albatros (een 2 op een par 5) op de Stadiumbaan, mede waardoor hij naar de 12de plaats steeg.

##### Overzicht Ronde 1 tot en met 4
| Naam                                        | R1      | Nr  | Stand | R2      | Nr  | Score | Stand | R3      | Nr  | Stand | R4      | Nr | Score | Stand |
| ------------------------------------------- | ------- | --- | ----- | ------- | --- | ----- | ----- | ------- | --- | ----- | ------- | -- | ----- | ----- |
| Spelers die op de Tour-baan begonnen zijn   |         |     |       |         |     |       |       |         |     |       |         |    |       |       |
| Alfredo García Heredia                      | (T) -4  | T4  | T4    | (S) -1  | T21 | 137   | T8    | (T) -6  | T4  | T1    | (S) -3  |    | 270   | T1    |
| Steve Lewton                                | (T) -7  | 1   | 1     | (S) par | T26 | 135   | T2    | (T) -4  | T27 | T1    | (S) -2  |    | 271   | T2    |
| Elliot Saltman                              | (T) +2  | T63 | T101  | (S) -2  | T12 | 142   | T58   | (T) -6  | T4  | T1    | (S) +2  |    | 275   | T12   |
| Edouard Dubois                              | (T) par | T   | T     | (S) par | T   | 142   | T58   | (T) -8  | 1   | T15   | (S) -1  |    | 275   | T12   |
| Florian Fritsch                             | (T)-1   | T53 | T80   | (S)-7   | 1   | 134   | 1     | (T) -2  | T50 | T4    | (S) +1  |    | 275   | T12   |
| Tim Sluiter                                 | (T) +2  | T63 | T101  | (S) -2  | T12 | 142   | T58   | (T) -2  | T50 | T68   | (S) -4  |    | 278   | T36   |
| Spelers die op de Stadiumbaan begonnen zijn |         |     |       |         |     |       |       |         |     |       |         |    |       |       |
| Jamie Elson                                 | (S) +6  | T   | T     | (T)-3   | T   |       | T     | (S) -5  | T   | T5    | (T) -7  | 1  | 275   | T21   |
| Matthew Nixon (AM)                          | (S) +2  | T42 | T101  | (T)-1   | T25 | 143   | T     | (S) -7  | 1   | T34   | (T) -6  | 2  | 272   | 4     |
| Thomas Norret                               | (S) -3  | 1   | T11   | (T)-1   | T25 | 138   | T16   | (S) -4  | T7  | T15   | (T) par |    | 276   | T24   |
| George Coetzee                              | (S) par | T21 | T62   | (T)-7   | 1   | 135   | T2    | (S) par | T41 | T27   | (T) +1  |    | 278   | T36   |
| Richard Kind                                | (S) par | T21 | T62   | (T)+3   | T69 | 145   | T116  | (S) -1  | T33 | T110  | (T) -4  |    | 282   | T71   |
| Jens Dantorp                                | (S) -3  | 1   | T11   | (T)-1   | T25 | 138   | T16   | (S) -2  | T21 | T34   | (T) +5  |    | 283   | T90   |
| Rick Kulacz                                 | (S) -3  | 1   | T11   | (T)-2   | T16 | 137   | T8    | (S) +6  | T73 | T99   | (T) +4  |    | 289   | T133  |

In kolom Nr staat de dagscore van de spelers op de T- of S-baan, het groene blokje geeft de speler met de beste dagronde aan. 
In kolom Stand wordt de algemene tussenstand weergegeven, het gele blokje geeft aan wie er aan de leiding staat van het gehele klassement.
Aangezien de twee banen niet dezelfde par hebben wordt alleen na ronde 2 en ronde 4 de totaalscore weergegeven, want dan hebben alle spelers evenveel rondes op beide banen gespeeld en is de score goed vergelijkbaar.

#### Donderdag, Ronde 5
Er staan 70 spelers op de startlijst van ronde 5, waaronder drie amateurs: Matthew Nixon (WAGR nr 22), de 18-jarige Chris Lloyd (WAGR nr 97) en Matthew Southgate (WAGR nr 132). Er worden nog twee rondes op de Stadiumbaan (par 72) gespeeld.
 Roope Kakko, met wie Korhonen in 2008 de World Cup speelde, staat na een ronde van 69 op de 5de plaats.

#### Vrijdag, Ronde 6
13:00 uur: Tim Sluiter speelde de eerste negen holes in -3 en steeg naar de 10de plaats. Simon Wakefield heeft al twee birdies gemaakt en zijn voorsprong vergroot. Alle spelers lopen nog in de baan.

15:00 uur: De beste dagrondes zijn gemaakt door Adam Gee en Florian Fritsch. Carlos Del Moral staat nu op -16 en Simon Wakefield op -18, zij moeten nog acht holes spelen. Tim Sluiter is klaar, hij maakte -3 en staat voorlopig op de 14de plaats.

17:00 uur: Simon Wakefield stond de hele partij voor totdat Carlos Del Moral op hole 15 een eagle maakte en weer een bedreiging vormde. Daarna maakten ze een bogey op hole 16. Wakefield stond nog maar één slag voor. Hole 17 was voor beide spelers weer een par, op de laatste hole maakte Wakefield nog een birdie en won met twee slagen voorsprong.
- Leaderboard

Eindstand:
| Naam                   | Na R4 | Stand | Score | R5  | Stand | Score | R6  | Stand |
| ---------------------- | ----- | ----- | ----- | --- | ----- | ----- | --- | ----- |
| Simon Wakefield        | 273   | T5    | 67    | 340 | T1    | 67    | 407 | 1     |
| Carlos Del Moral       | 278   | T36   | 65    | 340 | T1    | 69    | 409 | 2     |
| Mikko Korhonen         | 271   | T2    | 71    | 342 | 4     | 69    | 411 | 3     |
| Adam Gee               | 275   | T12   | par   | 347 | T25   | 65    | 412 | 4     |
| Florian Fritsch        | 275   | T12   | +2    | 349 | T38   | 65    | 414 | T6    |
| Tim Sluiter            | 278   | T36   | 69    | 347 | T25   | 69    | 416 | T11   |
| Alfredo García Heredia | 270   | 1     | 71    | 341 | 3     | 76    | 427 | T19   |

## Spelers die een Tourkaart haalden
Er waren 30 tourkaarten beschikbaar voor de beste 30 spelers en ties.
| 1. Simon Wakefield 2. Carlos Del Moral 3. Mikko Korhonen 4. Adam Gee 5. Jaco Van Zyl 6. Florian Fritsch 6. Andreas Hartø 6. Liam Bond 6. Stuart Manley | 10. Romain Wattel 11. Lloyd Saltman 11. Tim Sluiter 11. Joakim Haeggman 11. Shaun Norris 11. Victor Dubuisson 11. Jason Knutzon 11. Thomas Norret 11. Matthew Nixon (AM) | 19. George Coetzee 19. Steve Lewton 19. Alfredo García Heredia 22. Fredrik Ohlsson 22. Alexandre Kaleka 22. Pedro Oriol 22. Wade Ormsby 26. Markus Brier 26. François Delamontagne | 26. Borja Etchart 26. Sebi García 26. Eirik Tage Johansen 26. Roope Kakko 26. Manuel Quiros 26. Elliot Saltman 26. Steven Tiley |